# Adrián Gavira
Adrián Gavira Collado, né le 17 septembre 1987 à La Línea de la Concepción, est un joueur de beach-volley espagnol.
Après avoir remporté une médaille de bronze aux Championnats d'Europe 2009, il est sacré champion d'Europe en 2013 avec Pablo Herrera.